# Matemáticas OpenGL (GLM)
Matemáticas OpenGL o Opengl Maths es una librería multiplatforma ligera de sólo cabeceras con plantillas C++ (header-only) desarrollada por G-Truc Creation para realizar cálculos complejos de manera sencilla, intuitiva y centralizada. Trabaja con elementos como vectores, matrices, ángulos, cuaternión... y se encarga de casi todos aquellos cálculos y transformaciones sobre dichos tipos de datos. Principalmente, se usa en conjunto con las nuevas versiones de OpenGL para realizar los cálculos matriciales necesarios para dicha librería.

## Delfixed-function pipelinea losshaders
A finales del 2004, apareció la versión 2.0 de OpenGL, en el cual el núcleo 1.x se despreció (deprecated), una de las principales características de OpenGL: la tubería de funcionalidad fija, o fixed-function pipeline. A partir de este punto, se empezaron a despreciar características principales de la librería, como la manipulación interna de matrices y las estructuras de datos que usaban. No fue hasta la estandarización y la nueva despreciación en el año 2008 cuando el núcleo de OpenGL 2.x entre disputas internas y aprovechando la desventaja de Windows Vista y Direct3D 10.0, que aparece el nuevo núcleo y estándar de programación de OpenGL, la versión 3.0, es aquí donde finalmente se deja atrás todo rastro de la 'fixed-function pipeline', siendo que antiguamente hasta la publicación de los documentos estándar de OpenGL 2.0 y posteriormente en 2006 de OpenGL 2.1, se venía pidiendo por escrito que se dejara de utilizar y mezclar el estándar de llamadas de 'fixed-functions' como glMatrixMode como mayormente destacado, entre otras.
La característica que reemplazó a todos estos aspectos fueron los Shaders, que permitieron programar de manera cómoda de las acciones de renderizado. Para complementar los cálculos de las matrices principales que utilizaba OpenGL 1.x, GLM proporcionó funciones sencillas y rápidas, como el cálculo de una matriz inversa o una multiplicación de matrices entre la gran cantidad de contenido que ésta proporciona.

## Entidades usadas
GLM utiliza, principalmente, las siguientes estructuras de datos:

### Vectores
GLM define vectores desde una dimensión hasta 4 dimensiones, de la siguiente manera:
```
#include
 
<glm/glm.h>

glm
::
tvec4
 
vector_1
(
 
1.0
,
 
1.1
,
 
1.2
,
 
1.3
 
);
        
// Vector de flotantes (implícito)

glm
::
vec4
 
vector_2
(
1.f
,
 
0.f
,
 
4.f
,
 
-5.f
 
);
         
// Vector de flotantes (implícito)

glm
::
tvec4
<
double
>
 
vector_3
(
1.f
,
 
2.0
,
 
1.f
,
 
3.0
);
  
// Vector de doubles (explícito)

glm
::
vec3
 
v1
(
 
1.0
,
 
0.0
,
 
1.1
 
);
                    
// Vector de flotantes (por defecto)

glm
::
vec3
 
v2
(
 
1.2
,
 
1.3
,
 
0.5
 
);
                    
// Vector de flotantes (por defecto)

```

Y puede operar con vectores con acciones varias, por ejemplo:
```
glm
::
vec3
 
=
 
glm
::
cross
(
v1
,
 
v2
);
 
// Producto vectorial

double
 
s
 
=
 
glm
::
dot
(
v1
,
 
v2
);
    
// Producto escalar

```

### Trigonometría
La librería acepta algunas funcionalidades básicas de trigonometría, por ejemplo:
```
double
 
rad
 
=
 
glm
::
radians
(
45
);
  
// Grados a radianes

double
 
deg
 
=
 
glm
::
degrees
(
0.5
);
 
// Radiantes a grados

glm
::
cos
(
rad
);
 
// Coseno (correcto). 

glm
::
cos
(
deg
);
 
// Coseno (incorrecto, se debe trabajar con radianes).

```

### Matrices
GLM permite matrices de dimensiones desde 2x2 hasta 4x4, incluyendo matrices cuadradas y no-cuadradas. Por ejemplo, podemos
definir matrices de la siguiente manera:
```
glm
::
mat2x2
 
m1
(
2.0
,
 
1.0

               
1.2
,
 
2.1
);

glm
::
mat2x1
 
m1
(
2.0
,

               
1.2
);

```

Y se pueden realizar operaciones incluyendo operaciones como las siguientes:
```
glm
::
mat2x1
 
m3
 
=
 
m1
 
*
 
m2
;
           
// Producto de matrices

glm
::
mat2x2
 
m4
 
=
 
glm
::
inverse
(
m1
);
  
// Matriz inversa

glm
::
mat2x2
 
m5
 
=
 
glm
::
traspose
(
m1
);
 
// Matriz traspuesta

double
 
r
 
=
 
glm
::
determinant
(
m1
);
    
// Determinante

```

Además, se pueden realizar transformaciones de matrices propias de OpenGL, como:
```
const
 
int
 
WINDOW_WIDTH
 
=
 
800
,
 
WINDOW_HEIGHT
 
=
 
600
;

#include
 
<glm/gtc/matrix_transform.hpp>

glm
::
mat4x4
 
modelviewMatrix
;
  
// Matriz identidad por defecto.

glm
::
mat4x4
 
projectionMatrix
;
 
// Matriz identidad por defecto.

glm
::
vec3
 
translation
(
0
,
 
2
,
 
0
);

modelviewMatrix
 
=
 
glm
::
translate
(
modelviewMatrix
,
 
translation
);
 
// Trasladar la matriz modelview 2 unidades hacia arriba.

// Generar una matriz de proyección con visión de "perspectiva".

projectionMatrix
 
=
 
glm
::
perspective
(
 
glm
::
radians
(
45.0
)
                  
// Field Of View

                                     
WINDOW_WIDTH
/
(
double
)
WINDOW_HEIGHT
,
 
// Aspecto

                                     
0.1
,
                                
// near-z clip

                                     
200.0
,
                              
// far-z clip

                                    
)

```

### Cuaterniones
Un cuaternión sirve para representar una orientación en el mundo sin problemas como Gimbal Lock, producido por representaciones como los Ángulos de Euler. Por ejemplo, se puede definir un objeto de este tipo de la siguiente tipo:
```
#include
 
<glm/gtc/quaternion.hpp>

#include
 
<glm/gtx/quaternion.hpp>

glm
::
vec3
 
EulerAngles
(
0.0
,
 
glm
::
radians
(
45.0
),
 
0.0
);
  
// ¡¡Trabajar con radianes!!

glm
::
quat
 
q
(
EulerAngles
);

glm
::
vec3
 
EulerAnges2
 
=
 
glm
::
EulerAngles
(
q
);
 
// Extraer ángulos de Euler.

// Rotar (multiplicar) una matriz por un cuaternión.

modelviewMatrix
 
=
 
modelviewMatrix
 
*
 
(
glm
::
toMat4
(
g
));

```

## Ejemplo de uso
Se puede usar GLM para muchos aspectos. Por ejemplo, fuera de OpenGL, puede usarse parar calcular la normal de un triángulo:
```
// http://glm.g-truc.net/0.9.5/code.html

#include
 
<glm/vec3.hpp>
// glm::vec3

#include
 
<glm/geometric.hpp>
// glm::cross, glm::normalize

void
 
computeNormal
(
triangle
 
&
 
Triangle
)

{

  
glm
::
vec3
 
const
 
&
 
a
 
=
 
Triangle
.
Position
[
0
];

  
glm
::
vec3
 
const
 
&
 
b
 
=
 
Triangle
.
Position
[
1
];

  
glm
::
vec3
 
const
 
&
 
c
 
=
 
Triangle
.
Position
[
2
];

  
Triangle
.
Normal
 
=
 
glm
::
normalize
(
glm
::
cross
(
c
 
-
 
a
,
 
b
 
-
 
a
));

}

```

U orientado a OpenGL, se puede usar para definir las propiedades de un emisor de luz:
```
// http://glm.g-truc.net/0.9.5/code.html

#include
 
<glm/vec3.hpp>
// glm::vec3

#include
 
<glm/geometric.hpp>
// glm::normalize, glm::dot, glm::reflect

#include
 
<glm/exponential.hpp>
// glm::pow

#include
 
<glm/gtc/random.hpp>
// glm::vecRand3

glm
::
vec3
 
lighting
(
intersection
 
const
 
&
 
Intersection
,
 
material
 
const
 
&
 
Material
,
 
light
 
const
 
&
 
Light
,
 
glm
::
vec3
 
const
 
&
 
View
)

{

  
glm
::
vec3
 
Color
(
0.0f
);

  
glm
::
vec3
 
LightVertor
(
glm
::
normalize
(
 
Light
.
position
()
 
-
 
Intersection
.
globalPosition
()
 
+
 
glm
::
vecRand3
(
0.0f
,
 
Light
.
inaccuracy
()));

  
if
(
!
shadow
(
Intersection
.
globalPosition
(),
 
Light
.
position
(),
 
LightVertor
))

  
{

    
float
 
Diffuse
 
=
 
glm
::
dot
(
Intersection
.
normal
(),
 
LightVector
);

    
if
(
Diffuse
 
<=
 
0.0f
)

      
return
 
Color
;

    
if
(
Material
.
isDiffuse
())

      
Color
 
+=
 
Light
.
color
()
 
*
 
Material
.
diffuse
()
 
*
 
Diffuse
;

    
if
(
Material
.
isSpecular
())

    
{

      
glm
::
vec3
 
Reflect
(
glm
::
reflect
(

      
glm
::
normalize
(
-
LightVector
),

      
glm
::
normalize
(
Intersection
.
normal
())));

      
float
 
Dot
 
=
 
glm
::
dot
(
Reflect
,
 
View
);

      
float
 
Base
 
=
 
Dot
 
>
 
0.0f
 
?
 
Dot
 
:
 
0.0f
;

      
float
 
Specular
 
=
 
glm
::
pow
(
Base
,
 
Material
.
exponent
());

      
Color
 
+=
 
Material
.
specular
()
 
*
 
Specular
;

    
}

  
}

  
return
 
Color
;

}

```

## Enlaces
- GLM
- Manual de uso

- Datos: Q3353113